# Genevray
Ne doit pas être confondu avec La Genevraye ou La Genevraie.
Le Genevray (ou Genevrey) est une ancienne commune française du département de l'Isère. La commune n'a connu qu'une brève existence : entre 1790 et 1794, elle est supprimée et rattachée à Vif.

## Géographie

### Localisation
Le Genevrey se situe dans la vallée de la Gresse, à l'extrême sud de Vif. Elle est séparée de la commune du Gua par le torrent de la Gresse qui longe le hameau à l'ouest.
Le hameau est cerné au nord par le lieu-dit de La Grange, et à l'est par les hameaux de la Giradière et du Serf de Vif situés sur le plateau du Crozet, aux pieds de la montagne du Grand Brion.

## Toponymie
Le nom du hameau viendrait probablement du latin juiperus, qui signifie « lieu planté de genévrier » et qui a donné en France de nombreux noms comme Genevrey, Genevray, Genébrière, Janvry…
Genevrey pourrait aussi venir du patois local « jeneurdi » ou « jenoré », qui désigne les arpents de terres travaillés ou ouvrés.
Pour sa connexion intime avec les nombreux cimentiers qui ont exploité la vallée de la Gresse durant les XIXe siècle et XXe siècle, le village du Genevrey a souvent été qualifié par certains historiens comme la « Mecque du ciment ».

## Culture locale et patrimoine
Le patrimoine du hameau du Genevrey est composé de deux curiosités majeures : l'église du hameau, Sainte-Marie du Genevrey, inscrite depuis 1908 aux Monuments Historiques, ainsi que le terrain de l'ancienne cimenterie Vicat, dont il ne reste aujourd'hui comme seule trace plus que les fameux fours-biberons.

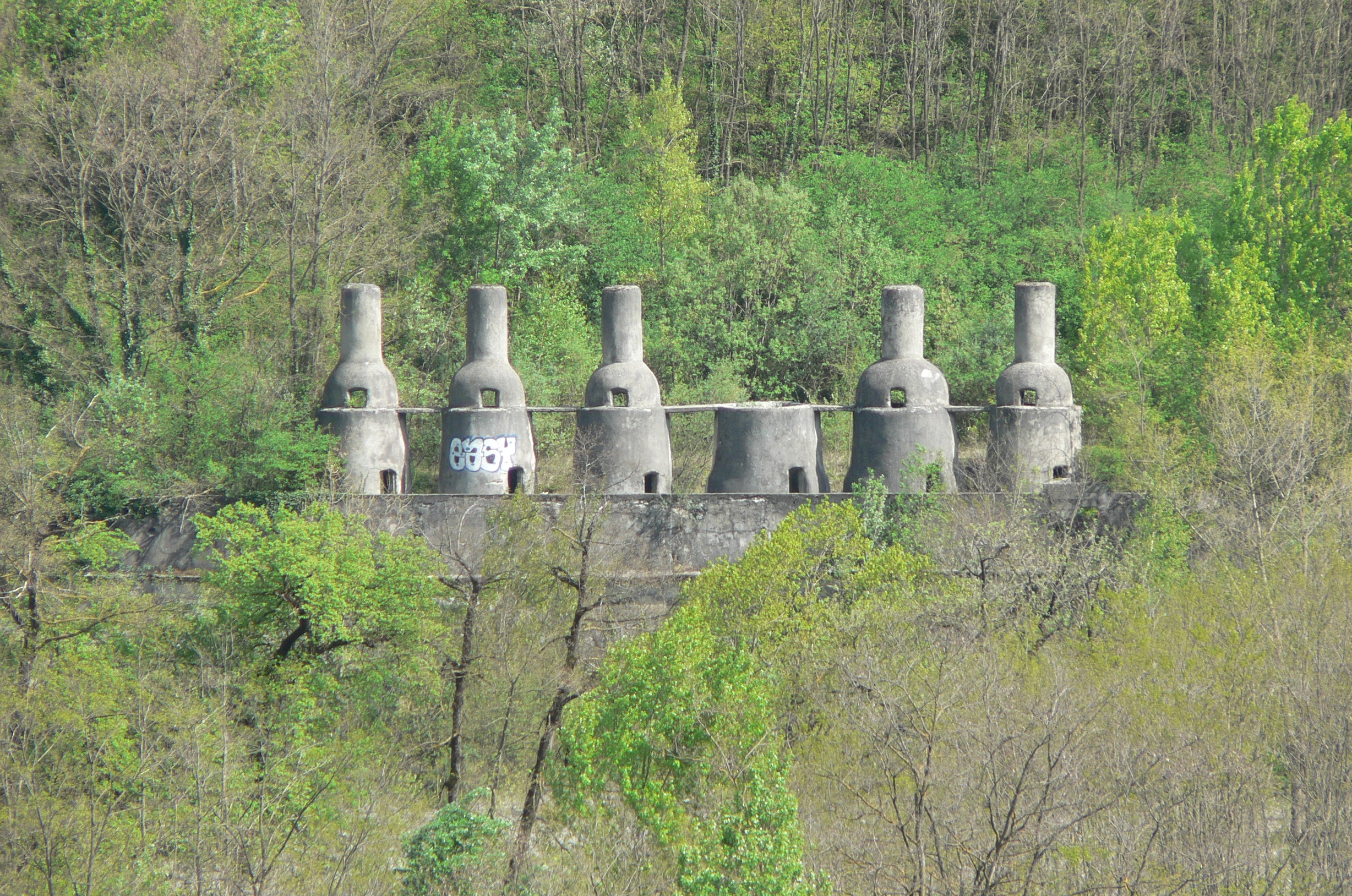
Les fours-biberons de l'ancienne cimenterie.
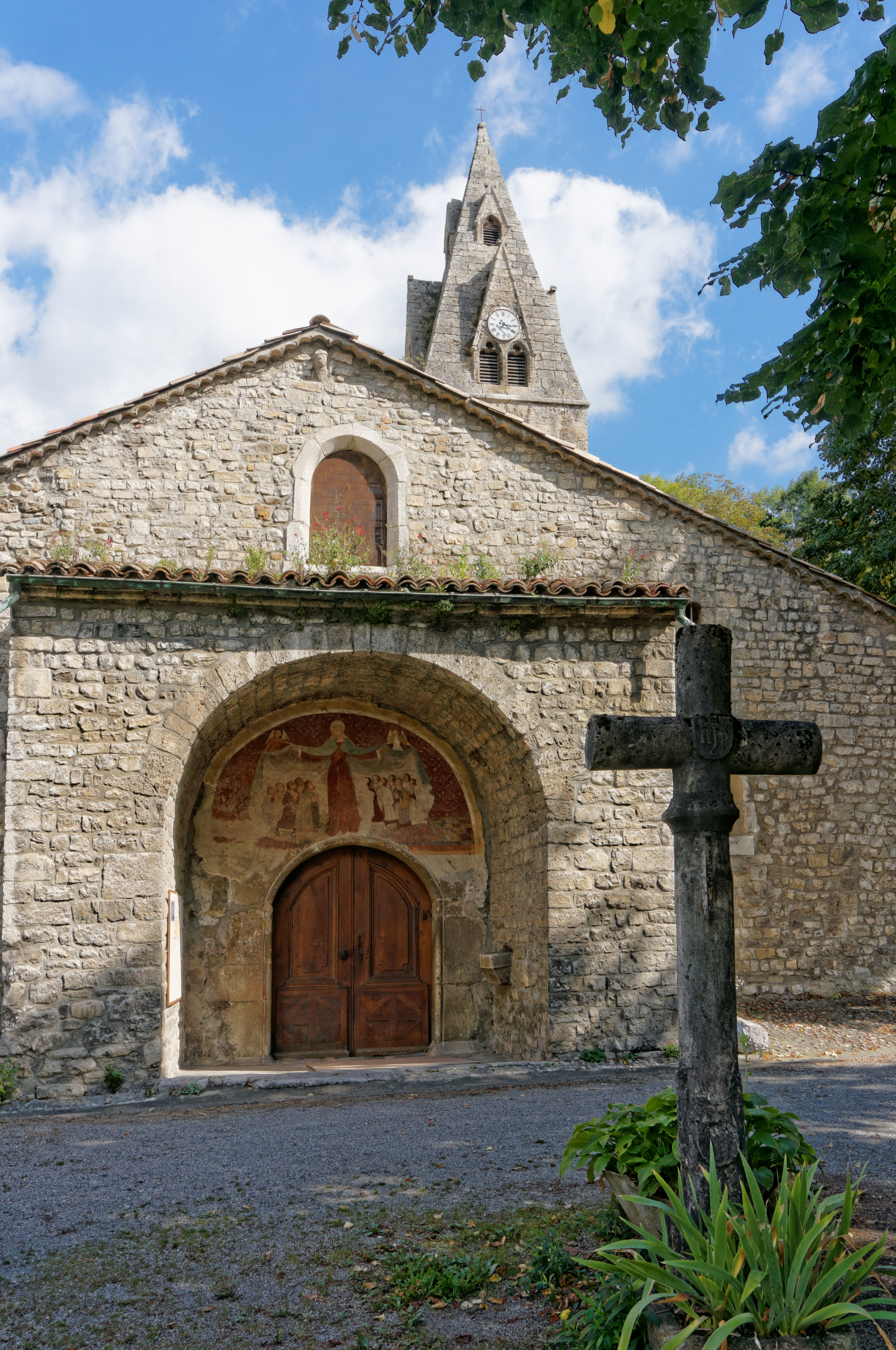
L'église Sainte-Marie.
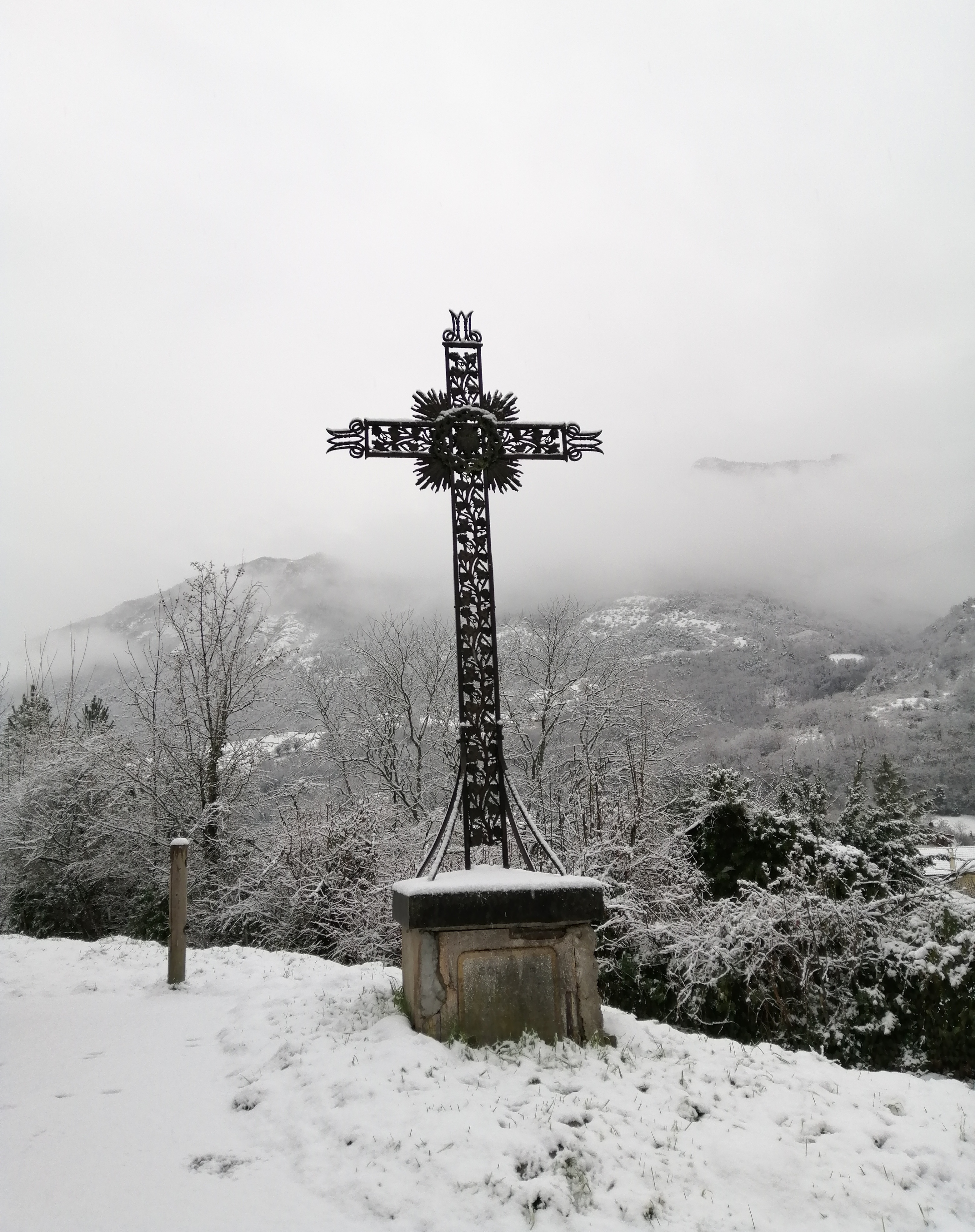
Croix du Souvenir français.